# Liste der Baudenkmäler in Waffenbrunn

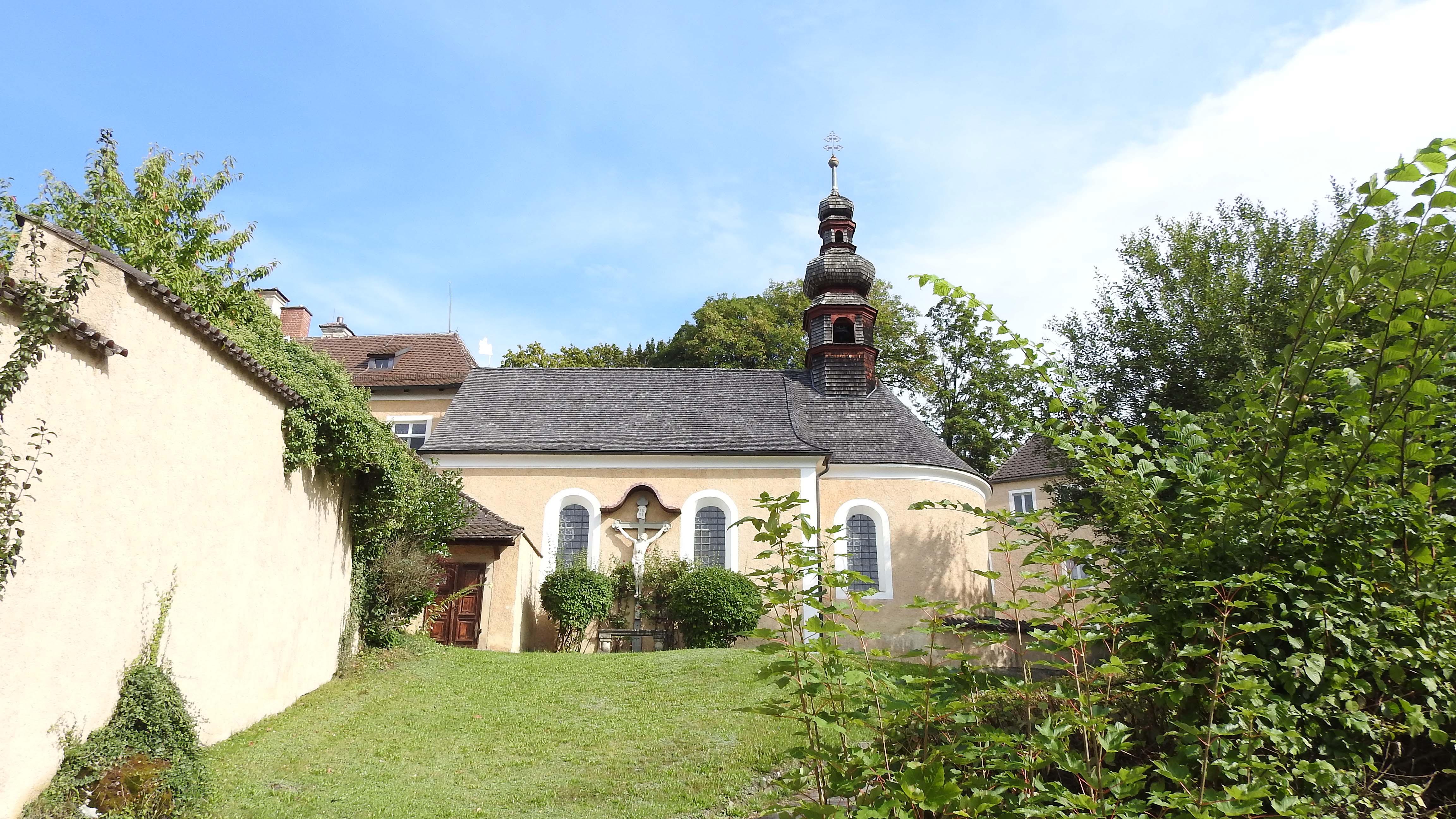
Schlosskapelle in Waffenbrunn

Auf dieser Seite sind die Baudenkmäler in der Oberpfälzer Gemeinde Waffenbrunn zusammengestellt. Diese Tabelle ist eine Teilliste der Liste der Baudenkmäler in Bayern. Grundlage ist die Bayerische Denkmalliste, die auf Basis des Bayerischen Denkmalschutzgesetzes vom 1. Oktober 1973 erstmals erstellt wurde und seither durch das Bayerische Landesamt für Denkmalpflege geführt wird. Die folgenden Angaben ersetzen nicht die rechtsverbindliche Auskunft der Denkmalschutzbehörde.

## Baudenkmäler nach Ortsteilen

### Waffenbrunn
| Lage                                                            | Objekt                                    | Beschreibung | Akten-Nr.    | Bild           |
| --------------------------------------------------------------- | ----------------------------------------- | --- | ------------ | -------------- |
| Hauptstraße (Standort)                                          | Figur des hl. Johannes Nepomuk            | Auf profiliertem Sockel mit Kartusche, Granit, spätbarock, um 1740/50 | D-3-72-168-7 | weitere Bilder |
| Hauptstraße 11 (Standort)                                       | Katholische Pfarrkirche Mariä Himmelfahrt | Saalbau mit Walmdach, Flankenturm und Vorbau, Bruchstein- und Quadermauerwerk, Granit, romanisierend, 1922; mit Ausstattung | D-3-72-168-1 | weitere Bilder |
| Hauptstraße 28 (Standort)                                       | Teil eines Wohnhauses                     | Zweigeschossiger und giebelständiger Blockbau, 1860 | D-3-72-168-2 | weitere Bilder |
| Schloßhöhe 1; Schloßhöhe 3; Schloßhöhe; Schloßhöhe 5 (Standort) | Schloss                                   | Gegliederter, zweigeschossiger Bau mit Sattel- und Walmdächern und seitlichem Turm mit Halbwalmdach, im Kern mittelalterliche Anlage, Ausbauten und Erweiterung vom 16. bis 19. Jahrhundert; mit Ausstattung; Katholische Schlosskapelle St. Martin, traufständiger Saalbau mit eingezogenem Chor, abgewalmtem Satteldach und Dachreiter mit Laterne, Anbau von 1756 an der Südostecke des Schlosses; mit Ausstattung; Nach Norden und Westen umfriedeter Schlossgarten im Stil des Landschaftsgartens, mit Resten der Schlossmauer, spätes 18./19. Jahrhundert; Ehemaliges Schlossbenefiziatenhaus und Schlossverwaltung, zweigeschossiger und traufständiger Krüppelwalmdachbau, bezeichnet mit 1761; Verwaltungsgebäude, zweigeschossiger Walmdachbau mit Mittelrisalit und Eckerker, barockisierend, 1926 | D-3-72-168-3 | weitere Bilder |

### Balbersdorf
| Lage                                                    | Objekt     | Beschreibung | Akten-Nr.     | Bild |
| ------------------------------------------------------- | ---------- | --- | ------------- | ---- |
| Alte Landstraße nach Waldmünchen; Atternbühl (Standort) | Kreuzweg   | 14 Stationen, Pfeiler mit Satteldachaufsatz und neuen Bildern; Marterl mit Kreuzigung und Ecclesia, Gusseisen, neugotisch, auf modernem Sockel; Holzkreuz mit Kreuzigungsgruppe, Viernageltypus mit Maria, Gusseisen; Ende 19. Jahrhundert | D-3-72-168-12 | BW   |
| Balbersdorf 6 (Standort)                                | Bauernhaus | Zweigeschossiger und giebelständiger, gestelzter Wohnstallbau mit Satteldach, Blockbau-Obergeschoss und Schroten, 1860 | D-3-72-168-8  | BW   |
| Balbersdorf 17 (Standort)                               | Gasthaus   | Zweigeschossiger und traufständiger Flachsatteldachbau mit Blockbau-Obergeschoss, 1. Hälfte 19. Jahrhundert, im Kern älter | D-3-72-168-9  | BW   |

### Darstein
| Lage                   | Objekt                                | Beschreibung                                                                                                   | Akten-Nr.     | Bild |
| ---------------------- | ------------------------------------- | --- | ------------- | ---- |
| Kirchenbühl (Standort) | Katholische Kirche St. Johann Baptist | Abgewalmter Satteldachbau mit Flankenturm und Zwiebelhaube, 1666, im 18. Jahrhundert erneuert; mit Ausstattung | D-3-72-168-13 | BW   |

### Kolmberg
| Lage                     | Objekt                          | Beschreibung | Akten-Nr.     | Bild                            |
| ------------------------ | ------------------------------- | --- | ------------- | ------------------------------- |
| Kirchstraße 8 (Standort) | Dorfkapelle Hl. Petrus Canisius | Giebelständiger und abgewalmter Satteldachbau mit eingezogener Apsis und Giebeldachreiter, romanisierender Granitquaderbau, 1932 | D-3-72-168-15 | Dorfkapelle Hl. Petrus Canisius |

### Obernried
| Lage                    | Objekt                     | Beschreibung | Akten-Nr.     | Bild |
| ----------------------- | -------------------------- | --- | ------------- | ---- |
| Obernried 19 (Standort) | Kapelle St. Peter und Paul | Giebelständiger und abgewalmter Satteldachbau mit eingezogener Apsis und verschindeltem Dachreiter mit Zwiebelhaube, 18. Jahrhundert; mit Ausstattung | D-3-72-168-17 | BW   |

### Rhanwalting
| Lage                       | Objekt      | Beschreibung | Akten-Nr.     | Bild    |
| -------------------------- | ----------- | --- | ------------- | ------- |
| Bierlweg 2 (Standort)      | Waldlerhaus | Eingeschossiger und traufständiger Blockbau mit Flachsatteldach, Giebelschrot mit geschnitzten Säulen und verzierter Tür, Erdgeschoss mit Lehmverputz, 2. Hälfte 18. Jahrhundert | D-3-72-168-18 | BW      |
| Nähe Dorfstraße (Standort) | Kapelle     | Giebelständiger und abgewalmter Satteldachbau mit eingezogener Apsis und Glockendachreiter, neugotisch, Mitte 19. Jahrhundert; mit Ausstattung                                   | D-3-72-168-19 | Kapelle |